# Тихосуко
Тихосуко (исп. Tihosuco, юк. Jo'otsuuk) — посёлок в Мексике, штат Кинтана-Роо, входит в состав муниципалитета Фелипе-Каррильо-Пуэрто. Численность населения, по данным переписи 2020 года, составила 5228 человек.

## Общие сведения
Поселение было основано в доиспанский период, и являлось столицей майянской провинции Кочуах.
В 1544 году оно было завоёвано войсками Франсиско де Монтехо.
После юкатанской войны рас, в 1901 году поселение оказалось полностью разрушено и необитаемо.
В 1935 году в Тихосуко поселились несколько семей из Чичимилы, начав его возрождение.